# Wielka parada
Wielka parada (The Big Parade)  – amerykański dramat wojenny na podstawie powieści Lawrence’a Stallingsa Plumes. Pierwszy znaczący film o tematyce wojennej, przedstawiający wojnę z perspektywy zwykłego żołnierza, szeregowca armii amerykańskiej w scenerii frontu we Francji.

## Obsada
- John Gilbert
- Renée Adorée
- Hobart Bosworth
- Claire McDowell
- Karl Dane
- Tom O’Brien